# Cyperus ligularis
Cyperus ligularis es una especie de planta del género Cyperus. Está reportada para Venezuela en todos los estados excepto en los estados Yaracuy, Amazonas, Barinas, Cojedes, Portuguesa, Estado Anzoátegui, Táchira y Trujillo.

## Descripción
Planta perenne, cespitosa, robusta, con rizomas oblicuos, de 10–40 mm de grueso; culmos triquetros, 30–130 cm de alto, papilosos, glaucos cuando frescos. Hojas con láminas en forma de V, 30–100 cm de largo, los márgenes y nervios medios ásperamente escabrosos. Brácteas de la inflorescencia 5–12, ascendentes, 5–50 (90) cm de largo, rayos 5–12, 1–16 cm de largo, rayos secundarios 5–33 mm de largo, espigas 3–7 por rayo, densamente oblongo-cilíndricas a subglobosas, 10–35 mm de largo; espiguillas 20–80, oblongo-elipsoides, subteretes, 3–7 mm de largo y 1–2 (2.7) mm de ancho, café-rojizas, raquilla alada, caduca; escamas (2) 4–7, ovadas, 2.5–3.3 mm de largo y 1.2–2.3 mm de ancho, 9–11-nervias, persistentes; estambres 3, anteras 0.6–0.8 mm de largo; estigmas 3. Fruto trígono, obovoide a ampliamente elipsoide, 1.2–1.7 mm de largo y 0.6–0.8 mm de ancho, apiculado, punteado, café, ligeramente estipitado.

## Distribución y hábitat
Es una especie común que se encuentra  en playas, pantanos salobres, manglares, áreas alteradas, zanjas, a lo largo de las costas atlántica y pacífica; al nivel del mar; fl y fr todo el año; en sur de los Estados Unidos (Florida), norte de México a Brasil, las Bahamas y también en el oeste de África tropical.

## Taxonomía
Cyperus ligularis fue descrita por Carlos Linneo   y publicado en Systema Naturae, Editio Decima 2: 867. 1759.
Etimología
Cyperus: nombre genérico que deriva del griego y que significa "junco".
ligularis: epíteto latino que significa "con lígula".
Sinonimia
- Cyperus callophorus G.Mey.
- Cyperus coriaceus (G.Mey.) Schrad. ex Nees
- Cyperus coriaceus SCHRADER
- Cyperus dissolutus Kunth
- Cyperus glandulosus (Bojer) Rolfe
- Cyperus glaucoviridis Boeckeler
- Cyperus ligularis var. spicatocapitatus (Steud.) Kük.
- Cyperus punctatifolius Steud.
- Cyperus rionensis Boeckeler
- Cyperus sintenisii Boeckeler
- Cyperus spicatocapitatus Steud.
- Cyperus thyrsiflorus Boeckeler
- Cyperus trigonus Boeckeler
- Cyperus ubertus Willd. ex Link
- Cyperus vulnerans Salzm. ex Schltdl.
- Mariscus coriaceus G.Mey.
- Mariscus dissolutus (Kunth) T.Koyama
- Mariscus glandulosus Bojer
- Mariscus ligularis (L.) Urb.
- Mariscus rufus Kunth[6][7]